# Андрій Сарва
Андрій Юлій Сарва (Andrzej Juliusz Sarwa) (нар.  12 квітня 1953 р. в Сандомирі), письменник, поет, перекладач і журналіст. Дебютував 12 квітня 1975 р. трьома поезіями в етері II програми Польського радіо у Варшаві; друкований дебют – вірш «Мій синочок» в альманасі «Перше повідомлення» (Сандомир 1976). У 1990 р. став членом Товариства польських авторів, у 1992 р. – Товариства польських журналістів, а від 1997 р. член Об’єднання польських літераторів. Крім того, був членом капітули Літературної нагороди польської літератури жахів ім. Стефана Ґрабінського. У 2015 р. удостоєний відзнаки Заслужений для польської культури, а у 2017 р. медалі «Pro Patria». Має багатий творчий доробок у багатьох галузях. Автор і співавтор понад 200 книжок. Він видав понад сто десять назв книжок загальним накладом 736 тисяч примірників, сумарна кількість видань – 123. Галузі, в яких працює автор, різноманітні: поезія і проза, релігієзнавство і теологія, популярна література, лексикони і порадники, сандомиріана, переклади з інших мов, журналістська діяльність. Книжки Андрія Сарви друкувало 26 видавництв в 11 містах трьох країн.

## Творчість (вибране)

### Поезія і проза
- Галузка райської яблуні. Польські казки, Лодзь 1991;
- Походи (поезії), Мєхів 1991;
- Оповідання про Галину, дочку Петра з Кремпи. Сандомирська леґенда (роман для молоді), Катовиці 1991;
- Тернина (поезії), I вид.: Мєхів 1991, II вид.: Сандомир 1992;
- Казки і леґенди з різних кінців світу (збірка казок), I вид.: Тарнів 1993; II вид.: Тарнів 1994;
- Тінь володаря шабашу (роман), I вид. Тарнів 1993, II вид. Сандомир 2006; III вид. Сандомир 2010;
- Слово про Благословенного Садока – абата і сорок вісім братів домініканців у Сандомирі, татарами жорстоко замордованих, Сандомир 1994;
- Привиди і упирі. Автентичні розповіді (збірка оповідань), Сандомир 1996;
- Покручена стежка (поезії), Сандомир 1997;
- Розбите люстерко – крихти снів (поезії), Сандомир 1997;
- Мандрівка до Чумацького шляху (поезії), Сандомир 1997;
- Женшао (Темна зоря) – переклад на японську мову Тору Морікі, Сандомир 1997;
- Польські казки (збірка казок), Краків 1998;
- Наша общая радуга, Сандомир 1999;
- Дорога через Халупки (поетична проза) Сандомир 1999;
- The marchers (поема), переклад на англійську мову Ярослав Кияк, Сандомир 2000;
- Сандомирські леґенди і оповідання, Сандомир 2003 (книжка на електронному носієві),
- Сандомирські леґенди і оповідання, Сандомир 2005, Сандомир 2012, Сандомир 2017;
- Тінь володаря шабашу. Роман жахів, Сандомир 2003 (книжка на електронному носієві);
- Упир. Сандомирські несамовиті оповідання, Сандомир 2006.
- Там Лін і Королева ельфів. Прадавні леґенди і оповідання з Британських островів, Сандомир 2008, II вид.: Сандомир 2010
- Кривавий листок клена, Сандомир 2012
- Поезії, Сандомир 2013
- Несамовитий Сандомир, Сандомир 2013
- Упир, Сандомир 2013
- Оповідки незвичайні, Сандомир 2013
- Вплутаний, Сандомир 2012
- Шепоти і тіні, Сандомир 2013
- Зерна порятунку, Сандомир 2013

### Релігієзнавство і теологія
- Останні речі людини і світу. Есхатологія Східної церкви, Лодзь 2003;
- Останні речі людини і світу. Есхатологія ісламу, Лодзь 2003;
- Останні речі людини і світу. Есхатологія заратурстраїзму, Сандомир 2005;
- Єресіярхи і схизматики, Познань 1991;
- Про смерть, антихриста і кінець світу, I вид.: Сандомир 1992, II вид.: Тарнів 1992, III вид.: Тарнів 1993;
- Про Сатану, чари, одержимість і шанувальників Злого, Тарнів 1993;
- Одержимість демонами. Правда чи міт?, Сандомир 1996;
- Альбігойці, Сандомир 2006;
- Християнська книга померлих t. 1, Сандомир 2006;
- Таємна книга катарів, Сандомир 2006;
- Шанувальники Вогню, Часу і Сатани. Потойбіччя в релігіях Ірану, Сандомир 2006
- Не всі помремо. Потойбіччя у віруваннях Східних церков, Сандомир 2006
- Син погибелі. Потойбіччя у віруваннях Церков католицької традиції, Сандомир 2006
- Викрадення Церкви. Потойбіччя у віруваннях Церков протестантської традиції, Сандомир 2006
- Життя до життя, життя після життя? Потойбіччя у небіблійних традиціях, Сандомир 2006
- Трактат про пекло, Сандомир 2013

### Популярна література
- Правдиві оповідання про явлення душ з чистилища, Сандомир 1996;
- Життя до народження і після смерти?, I вид.: Тарнів 1993, II вид.: Тарнів 1994, III вид.: Тарнів 1996;
- Загадки людської природи, I вид.: Тарнів 1992, II вид.: Тарнів 1994;
- Розповіді про події справжні, хоч і неймовірні, I вид.: Тарнів 1993, II вид.: Тарнів 1994;
- Космос і міт, Тарнів 1994;
- Житія незвичайних мужів, Сандомир 2005.
- Оповідання з чистилища, I вид.: Сандомир 2006, II вид.: Сандомир 2008
- Вимучені демонами, Сандомир 2006
- Знаки і пророцтва кінця світу, що наближається, Сандомир 2009

### Лексикони і порадники
- Дім у зелені (співавторка Софія Ялошинська), Варшава – Лодзь 1986;
- Екзотичні корисні рослини вдома і в саду, Варшава 1989;
- Екзотичні лікарські рослини в нашому домі, Варшава 1989;
- Садок вдома, Варшава 1991;
- Сад інший, ніж усі інші, Катовиці 1992;
- Далекосхідні лікарські рослини в саду і на городі, Катовиці 1992;
- Лікувальні смаколики, Варшава 1993;
- Мала енциклопедія декоративних кімнатних рослин, Тарнів 1994;
- Таємниці чотирьохсот лікарських рослин, Тарнів 1995;
- Благородні і дикі дерева, кущі і фруктові ліани на дачі. Вирощування і догляд: I вид.: Варшава 1999, II вид., Варшава 2000;
- Лікувальні наливки: I вид.: Варшава 1999, II вид.: Варшава 2000, III вид.: Варшава 2002, IV вид.: Варшава 2003, V вид.: Варшава 2004;
- Великий лексикон лікувальних рослин, Варшава 2001;
- Лікувальні приправи, Варшава 2001;
- Енциклопедія дачника, Варшава 2005;
- Велика книга наливок, Варшава 2005;
- Лікувальні напитки, Варшава 2005.
- Velká kniha o domácí výrobě lihových nápojů, Liberec 2007
- Здорова сандомирська кухня (під псевдом), Сандомир 2013

### Сандомиріана
- Інформаційний бюлетень – 800-ліття фундації Сандомирської капітули та освячення святині Пресвятої Діви Марії, історичний текст (у співавторстві з Петром Павловським), Сандомир 1992;
- Сандомир  у картинах Артура Орловського (історичний вступ), Сандомир 1998;
- Путівник по Сандомирі, I вид.: Сандомир 2004, II вид.: Сандомир 2005;
- Сандомирські пам’ятки, Сандомир 2004;
- Guida di Sandomierz, Сандомир 2005 i 2016;
- A guide to Sandomierz, Сандомир 2007;
- A guide de Sandomierz, Сандомир 2016;
- Guiá Sandomierz, Сандомир 2016;
- Reiseführer durch Sandomierz, Сандомир 2016;
- Сандомирські перлини. Дім Длуґоша, співавт.: Урсула Стемпєнь, Сандомир 2005;
- Сандомирські перлини. Катедральна базиліка Різдва Пресвятої Богородиці, Сандомир 2007;
- Сандомирські перлини. Костел св. Якова Апостола, Сандомир 2009.

### Переклади з інших мов
- Загадки забутих цивілізацій, [Бидґощ] 1980;
- Маніхейські сакральні тексти, Сандомир 2005;
- Arda Wiraz namag – Книга про побожного Віраза, Сандомир 2005;
- Тексти Пірамід з піраміди Уніса, Сандомир 2006;
- Мабіноґіон „Чотири гілки Мабіноґи”, Сандомир 2008
- Мабіноґіон Артурійські романи (у співавторстві) Сандомир 2008
- Слово о полку Ігоревім, Сандомир 2008
- Marie de France, Guigemar, Сандомир 2008
- Awesta. Wendidad (у співавторстві з Петром Жирою), Сандомир 2010
- Чорна книга та інші сакральні тексти єзидів (у співавторстві з Ґжеґожем Цєцєльонґом) Сандомир 2010
- Свята і божественна літургія благословенного отця нашого Ґермана, єпископа паризького, звана також ґаліканською святою літургією, Сандомир 2012
- Свята і божественна літургія Святого Апостола Якова, брата Господнього і першого єпископа Єрусалиму: сирійська версія, Сандомир 2013

### Переклади на іноземні мови
- Velká kniha o domácí výrobě lihových nápojů, на чеську мову переклав Jiří Maršík, Liberec 2007
- Żenszao (Темна зоря) – на японську мову переклав Toru Moriki, Сандомир 1997;
- Наша общая радуга, Сандомир 1999;
- The marchers (поема), на англійську мову переклав Ярослав Кияк, Сандомир 2000;
- Guida di Sandomierz, Сандомир 2005 i 2016;
- A guide to Sandomierz, Сандомир 2007;
- A guide de Sandomierz, Сандомир 2016;
- Guiá Sandomierz, Сандомир 2016;
- Reiseführer durch Sandomierz, Сандомир 2016;
- Poesie di Andrzej Juliusz Sarwa tradotte da Paolo Statuti [у:] Un'anima e tre ali - Il blog di Paolo Statuti, 2017
- В бік виднокраю. Оповідки незвичайні, на українську мову переклала Люда Бублик, Львів 2017
- Шепоты и тени: роман, пер. с польск. М.В.Ковальковой, Москва 2018, ISBN 978-5-9216-0572-5
- Барри и другие рассказы, пер. с польск. Анатолия Нехая, Санкт-Петербург-Сандомир 2018, ISBN 978-5-9909812-0-1

### Публікації в колективних виданнях
- Антологія космічних сюжетів у релігіях, мітах і переказах, ч. I, співавторка: Ліліана Солтисик, [Бидґощ] 1981;
- Антологія космічних сюжетів у релігіях, мітах і переказах, ч. II, співавторка: Ліліана Солтисик, [Бидґощ] 1982;
- Дозрівання у коханні. Антологія сучасної польської поезії, Радом 2000;
- Перше повідомлення (поезії), Сандомир 1976;
- Пророцтва і пророки, Сивілійські книги, Королева Саби і її Пророцтво Михальди..., Тарнів 1996;
- Священик у покуті „Календар землеробів 1996”, Влоцлавек 1996;
- Померлі живучим і Про духа з Катедрального цвинтаря „Календар землеробів 1997”, Видавництво душпастирства землеробів, Влоцлавек 1997.
- Нова Едда, тобто Молоша прозаїчна Едда, переклад Йоахима Лелевеля, історичний вступ Андрія Сарви, Сандомир 2006
- Маніхейські гімни, у: Мала антологія перської літератури, під редакцією K. Javaheri Видавництво „Персеполіс” Краків, 2006, с. 20–23
- Загадка осінньої ночі, у: Поганий духовний. Оповідки несамовиті, Сандомир 2008, с. 77–81
- Яків і Маргарита, у: Поганий духовний. Оповідки несамовиті, Сандомир 2008, с. 126–146
- Догма смутку, у: Страшнющий старий. Оповідки несамовиті, Сандомир 2008, с. 5–7
- Голос з тамтого світу, у: Страшнющий старий. Оповідки несамовиті, Сандомир 2008, с. 37–41
- Предивна стародавня повість, у: Страшнющий старий. Оповідки несамовиті, Сандомир 2008, с. 42–49
- Йдучи, у: Серпнева спека. Оповідки несамовиті, Сандомир 2008, с. 9–10
- Предивна історія Антонія де Гаєка, у: Серпнева спека. Оповідки несамовиті, Сандомир 2008, с. 34–38
- Предивний випадок молодої проститутки, у: Серпнева спека. Оповідки несамовиті, Сандомир 2008, с. 52–59
- Упир, у: Серпнева спека. Оповідки несамовиті, Сандомир 2008, с. 70–82
- Історія і мудрість Ахікара Ассирійського сина Анаеля, небожа Тобія, переклад Малґожати Обідзінської, вступ Андрія Сарви, Сандомир 2010, с. 5–6
- Книга Печери скарбів цебто Книга наступності поколінь, переклад Маґдалени Урам, післяслово Андрія Сарви, Сандомир 2010, с. 109–113
- Рукопис короледворський, переклад Луціяна Семенського, вступ Андрія Сарви, Сандомир 2010, с. 5–6
- Kebra Nagast. Слава королів, переклад Петра Жири, вступ Андрія Сарви, Сандомир 2011, с. 5–12
- Посли, у: Ева Станкович, Бретань у творчості Юрія Сулімова, Сандомир 2013

## Радіопередачі
- Легенда про Галину Кремп’янку, що Сандомир від татарів врятувала, адаптація Вітольд Малеса, режисер Генрик Розен, Польське радіо, пр. II, 1997;
- Легенда про Петра лицаря з Кремпи, що його підступно татари забили, адаптація Вітольд Малеса, режисер Генрик Розен, Польське радіо, пр. ІІ, 1997.

## Часописи і газети
Співпрацював з кількома десятками часописів і газет: Al-Islam (Варшава), Бюлетень SKOCK (Сандомир), Бюлетень НЛО (Сандомир), Cuda i Objawienia (Сандомир), Czary (Варшава), Feta. Tygodnik Ziemi Sandomierskiej (Stalowa Wola), Fikcje i Fakty (Варшава), Głos Starokatolicki (Варшава), Gość Niedzielny (Катовиці), Gwarek (Тарнівські Гори), Hasło Ogrodnicze (Краків), Inne Spojrzenie (Мєхів), Kaleidoscope (Варшава), Konkrety (Ліґниця), Kontynenty (Варшава), Kwiaty (Краків), Magazyn Rodzinny (Варшава), Młoda Polska (Ґданськ), Najwyższy Czas! (Варшава), Nasza Wieś (Ольштин), Nie z tej Ziemi (Варшава), Pobrzeże (Кошалін-Слупськ), Poradnik Domowy (Варшава), Sandomierz (Сандомир), Sandomierska Strefa (Сандомир), Słowo Ludu (Кельці), Spichlerz (Сандомир), Strony Sandomierskie (Сандомир), Super Skandale bez Kurtyny (Варшава), Sztafeta (Сталева Воля), Świat Alkoholi (Білосток), Teraz Sandomierz (Сандомир), Tygodnik Nadwiślański (Тарнбжеґ), Tygodniowy Ilustrowany Magazyn – TIM (Варшава), Ucho Igielne (Сандомир), Uroda (Варшава), Wiadomości Zielarskie (Варшава), Wizje Peryferyjne (Краків), Za i Przeciw (Варшава), Zeszyty Sandomierskie (Сандомир), Ziemia Sandomierska (Сандомир), Zwierciadło (Варшава)